# Melchior Berri
 (août 2025).
Pour les articles homonymes, voir Berri.
Melchior Berri était un architecte suisse, né le 20 octobre 1801 à Bâle et mort le 12 mai 1853 dans cette même ville. Il est également connu pour avoir dessiné la Colombe de Bâle, un des premiers timbre-poste émis en Suisse.